# Eulepidotis striaepuncta
Eulepidotis striaepuncta is een vlinder uit de familie van de spinneruilen (Erebidae). De wetenschappelijke naam van de soort is voor het eerst geldig gepubliceerd in 1869 door Herrich-Schäffer.